# Sobrače
Sobrače – wieś w Słowenii, w gminie Ivančna Gorica. W 2018 roku liczyła 61 mieszkańców.